# Saison 2 de Community
Chronologie
Saison 1 Saison 3
Cet article présente les vingt-quatre épisodes de la deuxième saison de la série télévisée américaine Community.

## Production
Le 5 mars 2010, la série est renouvelée pour 22 épisodes. Le 3 novembre, NBC commande 2 épisodes supplémentaires portant la saison à 24 épisodes.
Au Canada, la saison a été diffusée en simultané sur Citytv.

## Distribution de la saison

### Acteurs principaux
- Joel McHale : Jeff Winger
- Gillian Jacobs : Britta Perry
- Danny Pudi : Abed Nadir
- Donald Glover : Troy Barnes
- Alison Brie : Annie Edison
- Yvette Nicole Brown : Shirley Bennett
- Chevy Chase : Pierce Hawthorne
- Ken Jeong : Ben Chang

### Acteurs récurrents
- Jim Rash : Doyen Craig Pelton
- John Oliver : Ian Duncan
- Richard Erdman : Leonard Briggs
- Dino Stamatopoulos : Rouflaquettes
- Erik Charles Nielsen (en) : Garett Lambert
- Kevin Corrigan : Sean Garrity / Professeur Professorson
- Charley Koontz : Fat Neil
- Malcolm-Jamal Warner : André
- Jordan Black (en) : Doyen du City College
- Betty White : June Bauer
- Danielle Kaplowitz : Vicki
- Luke Youngblood : Magnitude (pop-pop)
- Greg Cromer (en) : Rich

## Épisodes

### Épisode 1:Anthropologie Niveau 1
- États-Unis : 23 septembre 2010 sur NBC[2]
- France : 19 février 2013 sur Numéro 23

- États-Unis : 5,00 millions de téléspectateurs [3] (première diffusion)

- Jim Rash (le doyen Pelton, voix uniquement) .
- Betty White (le professeur Bauer) .

### Épisode 2:Comptabilité pour avocats
- États-Unis : 30 septembre 2010 sur NBC
- France : 19 février 2013 sur Numéro 23

- États-Unis : 4,53 millions de téléspectateurs [4] (première diffusion)

- Drew Carey (Ted)
- Rob Corddry (Alan Conor)
- Jim Rash (le doyen Pelton)

### Épisode 3:Thanatologie
- États-Unis : 7 octobre 2010 sur NBC
- France : 26 février 2013 sur Numéro 23

- États-Unis : 4,2 millions de téléspectateurs [5] (première diffusion)

- John Oliver (le professeur Duncan)
- Betty White (le professeur Bauer)

### Épisode 4:Notions élémentaires d'ingénierie spatiale
- États-Unis : 14 octobre 2010 sur NBC
- France : 26 février 2013 sur Numéro 23

- États-Unis : 4,81 millions de téléspectateurs [6] (première diffusion)

- Jim Rash (le doyen Pelton)

### Épisode 5:Mythes Messianiques Et Peuples Anciens
- États-Unis : 21 octobre 2010 sur NBC
- France : 2 mars 2013 sur Numéro 23

- États-Unis : 4,46 millions de téléspectateurs [7] (première diffusion)

- Jim Rash (le doyen Pelton)

### Épisode 6:Épidémiologie
- États-Unis : 28 octobre 2010 sur NBC
- France : 2 mars 2013 sur Numéro 23

- États-Unis : 5,64 millions de téléspectateurs [8] (première diffusion)

- Jim Rash (le doyen Pelton)
- George Takei (voix de George Takei)
- Greg Cromer (Rich)

### Épisode 7:Aérodynamique des genres
- États-Unis : 4 novembre 2010 sur NBC
- France : 9 mars 2013 sur Numéro 23

- États-Unis : 4,61 millions de téléspectateurs [9] (première diffusion)

- Hilary Duff (Meghan)
- Matt Walsh (Joshua)

Il est fait référence à My Secret Garden et à Mean Girls dans cet épisode.

### Épisode 8:Calligraphie de groupe
- États-Unis : 11 novembre 2010 sur NBC
- France : 9 mars 2013 sur Numéro 23

- États-Unis : 4,53 millions de téléspectateurs [10] (première diffusion)

- Jim Rash (le doyen Pelton)

Il est fait une nouvelle fois référence à Beetlejuice. 
Britta en s'indignant cite 2 vers de la chanson welcome to the machine de Pink Floyd.
Chang n'apparaît pas dans cet épisode.
Cet épisode est souvent considéré comme l’un des meilleurs de la série.

### Épisode 9:Théories du complot
- États-Unis : 18 novembre 2010 sur NBC
- France : 16 mars 2013 sur Numéro 23

- États-Unis : 4,41 millions de téléspectateurs [11] (première diffusion)

- Kevin Corrigan (Professeur Professorson)
- Jim Rash (le doyen Pelton)

### Épisode 10:Certificat de mixologie
- États-Unis : 2 décembre 2010 sur NBC
- France : 16 mars 2013 sur Numéro 23

- États-Unis : 4,55 millions de téléspectateurs [12] (première diffusion)

### Épisode 11:L'incontrôlable Noël d'Abed
- États-Unis : 9 décembre 2010 sur NBC
- France : 23 mars 2013 sur Numéro 23

- États-Unis : 4,29 millions de téléspectateurs [13] (première diffusion)

- Jim Rash (le doyen Pelton, voix uniquement).
- John Oliver (le professeur Duncan, voix uniquement).

Cet épisode a été réalisé en stop-motion et les personnages sont en pâte à modeler. Il est fait référence à Rudolf au nez rouge, à Charlie et la Chocolaterie et au Pôle Express (scène du train).
Les acteurs réels apparaissent toutefois subtilement à la fin de l'épisode, dans le reflet de la télévision.

### Épisode 12:Étude des peuples d'Asie
- États-Unis : 20 janvier 2011 sur NBC
- France : 23 mars 2013 sur Numéro 23

- États-Unis : 4,73 millions de téléspectateurs [14] (première diffusion)

- Greg Cromer (Rich)
- Malcolm Jamal Warner (Andre Bennett)

### Épisode 13:Initiation à la pharmacologie
- États-Unis : 27 janvier 2011 sur NBC
- France : 30 mars 2013 sur Numéro 23

- États-Unis : 4,59 millions de téléspectateurs [15] (première diffusion)

- Jim Rash (le doyen Pelton)

### Épisode 14:Donjons et Dragons avancés
- États-Unis : 3 février 2011 sur NBC
- France : 30 mars 2013 sur Numéro 23

- États-Unis : 4,37 millions de téléspectateurs [16] (première diffusion)

Il fait référence au Seigneur des Anneaux.

### Épisode 15:Le romantisme à l'aube du21esiècle
- États-Unis : 10 février 2011 sur NBC
- France : 6 avril 2013 sur Numéro 23

- États-Unis : 3,81 millions de téléspectateurs [17] (première diffusion)

- John Oliver (Le professeur Duncan)

### Épisode 16:Réalisation documentaire
- États-Unis : 17 février 2011 sur NBC
- France : 6 avril 2013 sur Numéro 23

- États-Unis : 4,11 millions de téléspectateurs [18] (première diffusion)

- LeVar Burton (Lui-même)

### Épisode 17:Sciences politiques
- États-Unis : 24 février 2011 sur NBC
- France : 13 avril 2013 sur Numéro 23

- États-Unis : 3,80 millions de téléspectateurs [19] (première diffusion)

- Eliza Coupe (Agent spécial Robin Vohlers)
- Jim Rash (le doyen Pelton)

### Épisode 18:Droits de garde et diplomatie orientale
- États-Unis : 17 mars 2011 sur NBC
- France : 13 avril 2013 sur Numéro 23

- États-Unis : 4,15 millions de téléspectateurs [20] (première diffusion)

- Enver Gjokaj (Lukka)

### Épisode 19:Analyse filmique
- États-Unis : 24 mars 2011 sur NBC
- France : 1er juin 2013 sur Numéro 23

- États-Unis : 4,46 millions de téléspectateurs  [21] (première diffusion)

### Épisode 20:Nourritures terrestres et spirituelles
- États-Unis : 14 avril 2011 sur NBC
- France : 7 juin 2013 sur Numéro 23

- États-Unis : 3,49 millions de téléspectateurs [22] (première diffusion)

- Michelle Krusiec (Wu Mei)
- Jim Rash (le doyen Pelton)

### Épisode 21:Paradigme de la mémoire
- États-Unis : 21 avril 2011 sur NBC
- France : 8 juin 2013 sur Numéro 23

- États-Unis : 3,17 millions de téléspectateurs [23] (première diffusion)

- Jim Rash (le doyen Pelton)

### Épisode 22:Anthropologie appliquée et art culinaire
- États-Unis : 28 avril 2011 sur NBC
- France : 8 juin 2013 sur Numéro 23

- États-Unis : 3,35 millions de téléspectateurs [24] (première diffusion)

- Jim Rash (le doyen Pelton)
- Malcolm Jamal Warner (Andre Bennett)

### Épisode 23:Pour une poignée de billes de peinture
- États-Unis : 5 mai 2011 sur NBC
- France : 8 juin 2013 sur Numéro 23

- États-Unis : 3,49 millions de téléspectateurs [25] (première diffusion)

- Anthony Michael Hall (Mike)
- Josh Holloway (Black Rider)
- Jim Rash (le doyen Pelton)

### Épisode 24:Et pour quelques billes de peinture de plus
- États-Unis : 12 mai 2011 sur NBC[26]
- France : 8 juin 2013 sur Numéro 23

- États-Unis : 3,32 millions de téléspectateurs [27] (première diffusion)

- Jim Rash (le doyen Pelton)

Cet épisode est la seconde partie de l'épisode A Fistfull of Paintballs. Il fait cette fois-ci référence à la saga Star Wars.